# Orthodoxe rabbinische Erklärung zum Christentum

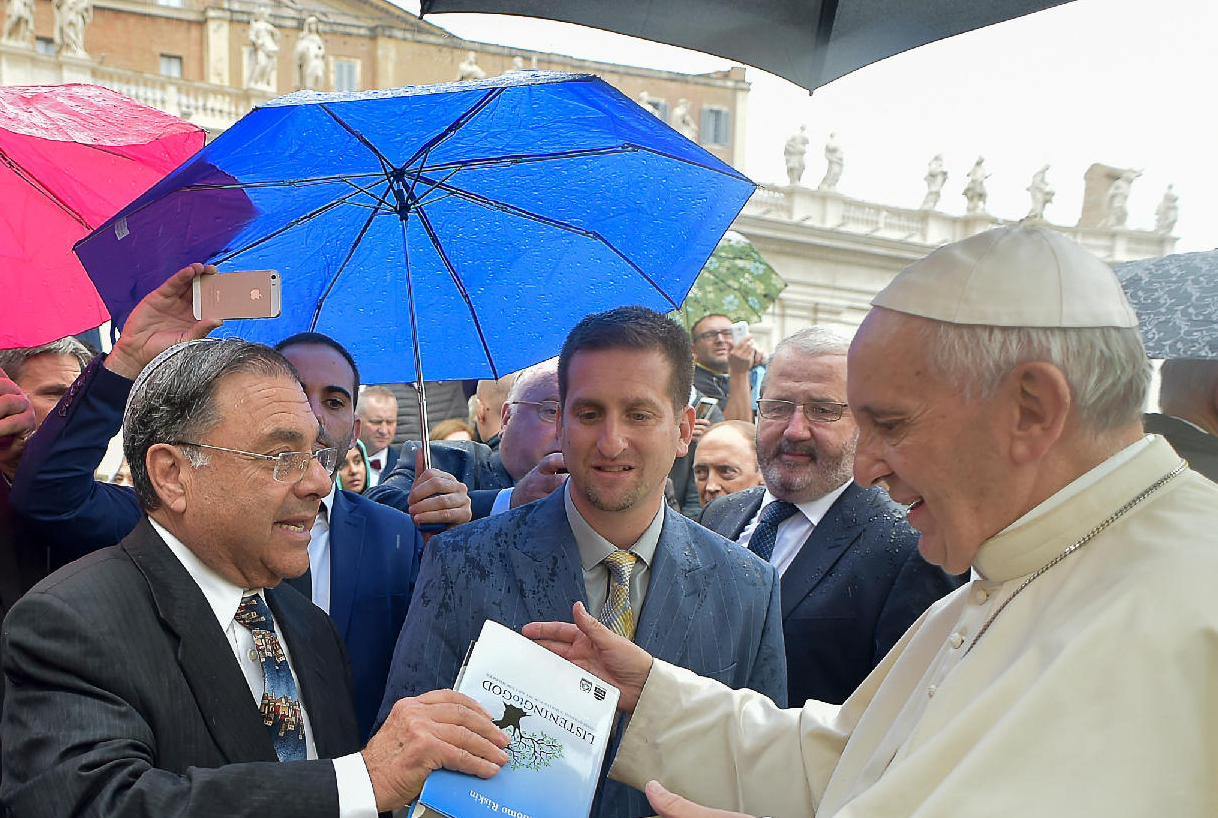
Shlomo Riskin und David Nekrutman als Repräsentanten des CJCUC bei einem Treffen mit Papst Franziskus in Rom, Oktober 2016

Die Orthodoxe rabbinische Erklärung zum Christentum (auch nach den englischen Anfangsworten zitiert: To Do the Will of Our Father in Heaven) vom 3. Dezember 2015 ist eine erste positive Würdigung des Christentums durch eine Gruppe orthodoxer Rabbiner. 

## Vorgeschichte
Die Thesen des Dokuments Dabru Emet (2000) waren in der jüdischen Orthodoxie kaum aufgenommen worden. 
Hier blieb die Positionierung von Joseph Soloveitchik maßgeblich, der Judentum und Christentum als Gegensätze sah. Er veröffentlichte 1964 einen Artikel mit dem bezeichnenden Titel Confrontation als Reaktion auf Abraham Joshua Heschels Kontakte mit dem Vatikan. Darin betonte er, dass das Judentum eine eigene Religion sei und wies die Rede von einer gemeinsamen jüdisch-christlichen Tradition zurück. Das Paradigma der Brüder Jakob und Esau (Gen 32–33) zeige, dass Vertreter des Judentums (Jakob) der Begegnung mit christlichen Gesprächspartnern (Esau) ausweichen sollten.
Wenn die Orthodoxe rabbinische Erklärung zum Christentum nun sogar über die Thesen von Dabru Emet hinausgeht, so ist dazu ein weiter Weg zurückgelegt worden.

## Unterzeichner
Was als ein gemeinsamer Entwurf von fünf Rabbinern begonnen hatte, war Mitte Januar 2016 von mehr als 60 orthodoxen Rabbinern unterzeichnet worden.
Einer der Initiatoren war Shlomo Riskin, Gründer des Center for Jewish–Christian Understanding and Cooperation (CJCUC). Zu den Erstunterzeichnern gehörten Marc D. Angel, der ehemalige Vorsitzende der amerikanischen Rabbinerkonferenz, Samuel Sirat, stellvertretender Vorsitzender der europäischen Rabbinerkonferenz und ehemals Oberrabbiner von Frankreich, und David Rosen, der auf verschiedenen Ebenen im interreligiösen Dialog engagiert ist, ehemals Oberrabbiner von Irland.

## Inhalt
Das Dokument blickt eingangs zurück auf die Schoah vor 70 Jahren, die einen Höhepunkt der christlichen Judenfeindschaft markierte. Der fehlende Dialog zwischen Christen und Juden habe damals die Kräfte zur Abwehr des Antisemitismus geschwächt.

### Neue Voraussetzungen
Die katholische Kirche vollzog vor 50 Jahren eine Neubestimmung ihres Verhältnisses zum Judentum (Nostra aetate). In der Folge kam ein Dialog zwischen Juden und katholischen wie auch nichtkatholischen Christen in Gang. „Juden haben heute im Rahmen zahlreicher Dialog-Initiativen, Treffen und Konferenzen weltweit ernst gemeinte Liebe und Respekt von zahlreichen Christinnen und Christen erfahren.“ Da die katholische Kirche den ewigen Bund zwischen Gott und Israel anerkannt habe und auf Judenmission verzichte, könne das Judentum die Christenheit als „Partner bei der Welterlösung“ (Tikun Olam) anerkennen.

### Halachische Begründung
Orthodoxe Juden finden in der rabbinischen Literatur eine Reihe von positiven Aussagen über das Christentum. Wie Maimonides und Jehuda Halevi können sie die Existenz der christlichen Religion als Gottes Willen bejahren und darin ein Geschenk an die Völker sehen. 
- Jacob Emden: Jesus stärkte die Tora und lehrte die Völker die noachidischen Gebote. Christliche Gemeinden wirken zum himmlischen Wohl und werden dafür (von Gott) belohnt werden.
- Samson Raphael Hirsch: Christen akzeptieren die Hebräische Bibel als Buch göttlicher Offenbarung. In Bezug auf die zwischenmenschlichen Pflichten gelten zwischen Juden und Christen die gleichen Grundsätze wie innerhalb der jüdischen Gemeinschaft, nicht nur in Bezug auf Gerechtigkeit, sondern auch auf aktive, brüderliche Liebe.
- Naftali Zvi Jehuda Berlin: Wenn die Christen als „Kinder von Esau“ künftig das Volk Israel anerkennen, kann Israel (=Jakob) Esau als seinen Bruder anerkennen.
- Moses Rivkis (Be’er Hagoleh): Christen teilen mit dem Judentum den Glauben an die Schöpfung, den Exodus, Gottes Wundertaten und Gottes Gesetz. Sie sind daher nicht gemeint mit dem Begriff Götzendiener ( עכו”ם Akum), den die Traditionsliteratur verwendet.

### Perspektiven
Die Partnerschaft zwischen Juden und Christen soll bestehende Differenzen nicht überdecken. Im universellen Noachbund sind auch die Christen zu einem ethischen Handeln berufen. Juden und Christen können gemeinsam an der Erlösung der Welt mitwirken.